# 강필주
강필주(姜弼周)는 일제강점기의 화가이다. 1912년에 서화미술회 동양학과 교수로서 조석진, 안중식 등과 8년간 활동하며, 동양화1세대의 대표적인 화가들을 배출하였다. 중국 고사를 한국 풍속화의 분위기로 담아낸 작품 '백랑상마도' 등이 유명하다.